# Bijstelling
Een bijstelling of appositie  is een zinsdeel zonder gezegde dat direct achter het woord of de woordgroep waar het naar verwijst (het antecedent) staat. Net als andere bijvoeglijke bepalingen vormt ook een bijstelling altijd een zinsdeel samen met het antecedent. Verder staat een bijstelling vrijwel altijd tussen komma's.
In de volgende voorbeelden is de bijstelling steeds cursief weergegeven:
- De oud-burgemeester van Den Haag, Wim Deetman, was vroeger minister.
- De oude dame droeg haar mooiste juwelen, een gouden ketting met oorbellen, alleen op feestdagen.
- Saddam Hoessein, een gewetenloze potentaat, vergaste in de jaren tachtig zo'n tienduizend Koerden.
- Mijn vriend, Harmen, kwam te laat.

Omdat de bijstelling een tekst bondiger maakt, wordt er ook gebruik van gemaakt in de poëzie en reclame.
- Mijn vrouw, mijn heidens altaar,
Dat ik met vingers van licht bespeel en streel,
Mijn jonge bos dat ik doorwinter,[1]
- Stedentrip? Ga naar Parijs, levendige lichtstad!

## Verwante begrippen
Een bijstelling onderscheidt zich van een bijvoeglijke bijzin door het ontbreken van een zelfstandig gebruikte werkwoordsvorm. Een bijvoeglijke bijzin bevat – ook in beknopte vorm – nog altijd een werkwoordelijk gezegde:
- De man die daar woont, koopt elke dag een krant (niet-beknopte bijzin).
- De door zijn vrouw bedrogen echtgenoot werd gespeeld en gezongen door Anthony Berendse (beknopte bijzin).

Een bijwoordelijke bepaling bevat ook vaak geen werkwoordelijk gezegde, maar is tevens een apart zinsdeel.